# Lions Air
Lions Air is een Zwitserse luchtvaartmaatschappij met haar hoofdkwartier in Zürich. Lions Air voert zakenvluchten uit met kleine vliegtuigen en helikopters.

## Geschiedenis
Lions Air werd in 1986 opgericht door Jürg Fleischmann, van beroep piloot. In juni 2005 had Lions Air plannen om een McDonnell Douglas MD-80 te leasen en hiermee chartervluchten uit te voeren van Zürich naar Pristina, Sarajevo en Skopje, maar later dat jaar werden die plannen opgeborgen.

## Vloot
De vloot van Lions Air bestond op 16 mei 2011 uit volgende toestellen:
- Pilatus PC-12
- Cessna 172
- Agusta 109 Grand
- Agusta A109 E Power
- Agusta-Bell 206 B Jet-Ranger 3
- MBB BO 105 CBS-4